# بشقاب پرنده (فیلم ۲۰۱۲)
یو.اف.او یا همان بشقاب پرنده (به انگلیسی: U.F.O.) فیلمی به کارگردانی و نویسندگی دومینیک بارنز و تهیه‌کنندگی دومینیک بارنز، آدام داکین، تیم ماجور و اندی تامپسون محصول سال ۲۰۱۲ میلادی است.

## بازیگران
- بیانکا بری as Carrie
- سین بروسنان as Michael
- ژان کلود ون دم as George
- سیمون فیلیپس as Robin
- مایا گرانت as Dana
- جاز لینتوت as Vincent
- اندرو شیم as Sam
- پیتر بارت as Kenny
- جولین گلوور as John
- سین پرتوی as Tramp
- جوی آنسا as Police Officer / عملیات سیاه Soldier
- دومینیک بارنز as Pete